# Chiesa di San Nicolò Regale
La chiesa di San Nicolò Regale di Mazara del Vallo è un edificio religioso di stile arabo-normanno che si erge sulla sponda sinistra del Mazaro in pieno centro storico.

## Storia

### Epoca normanna
Costruita nel 1124, ha una pianta quadrata con tre absidi e una cupola, impostata su un tamburo ampio e basso di forma cubica, che la sormonta, tipica delle cube.

### Epoca borbonica
Tra il XVII e il XVIII secolo la chiesa subì una radicale trasformazione per adattarla ai nuovi canoni barocchi, divenendo a pianta ottagonale con copertura a falde.

### Epoca contemporanea
Nel 1947 si tentò di riportare la chiesa alle sue forme originarie, ma bisognò attendere fino agli anni Ottanta affinché questo gioiello dell'arte arabo-normanna riacquistasse le sue originali sembianze di monumento medievale.
Il tempio è documentato come sede dell'Ordine equestre del Santo Sepolcro di Gerusalemme.

## Architettura
Impianto quadrato, con tre absidi, coronamento di merli e cupola emisferica.
Nell'interno si trova un piccolo altare, quattro colonne centrali e delle colonnine incassate negli spigoli delle tre absidi e una pavimentazione con un disegno a colori d'ispirazione islamica, caratteristiche architettoniche simili alla chiesa di San Cataldo di Palermo, della quale risulta coeva, e alla chiesa della Santissima Trinità di Delia a Castelvetrano.
Di particolare interesse è il basamento sottostante, nel quale sono state rinvenute nel 1933 tracce di mosaici romani di tarda età imperiale.

## OESSH
Luoghi sacri di Sicilia custoditi dall'Ordine dei Cavalieri del Santo Sepolcro di Gerusalemme:
- Chiesa di Sant'Andrea a Piazza Armerina
- Chiesa capitolare di San Cataldo di Palermo
- Oratorio di Santa Caterina d'Alessandria di Palermo
- Chiesa capitolare di San Giuliano di Catania.
- Chiesa dell'Immacolata Concezione o dell'Immacolatella di Trapani

Chiese a vario titolo correlate all'Ordo Equestris Sancti Sepulcri Hierosolymitani (OESSH):
| - Chiesa di Santa Croce di Messina - Chiesa dei Santi Pietro e Paolo d'Agrò di Casalvecchio Siculo - Cattedrale di Santa Maria Nuova di Monreale | - Chiesa di Santa Maria in Jerusalem di Palermo - Chiesa di Santa Cristina la Vetere di Palermo - Chiesa di San Giovanni dei Lebbrosi di Palermo - Basilica della Santissima Trinità del Cancelliere detta La Magione di Palermo |

## Galleria d'immagini

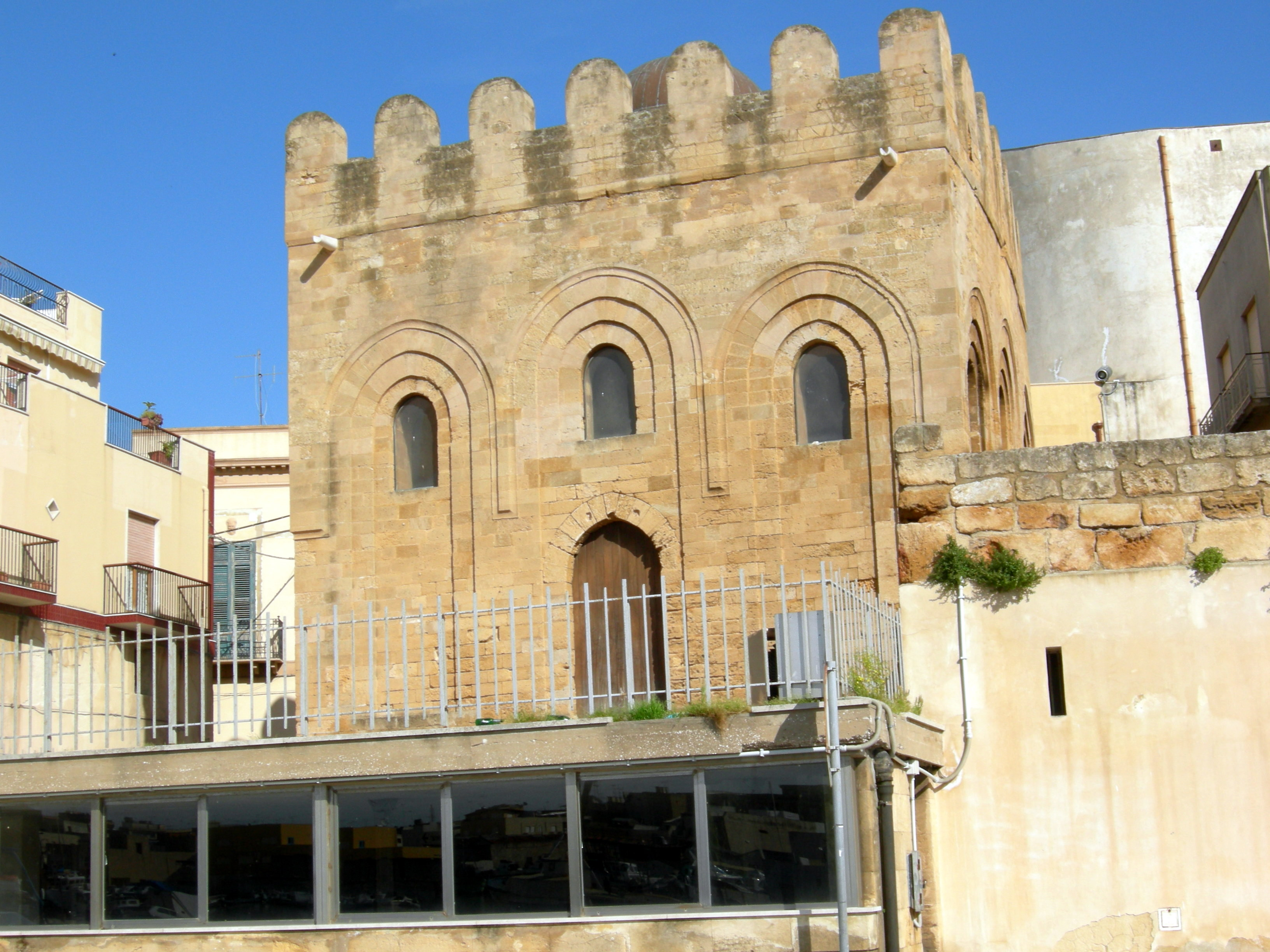
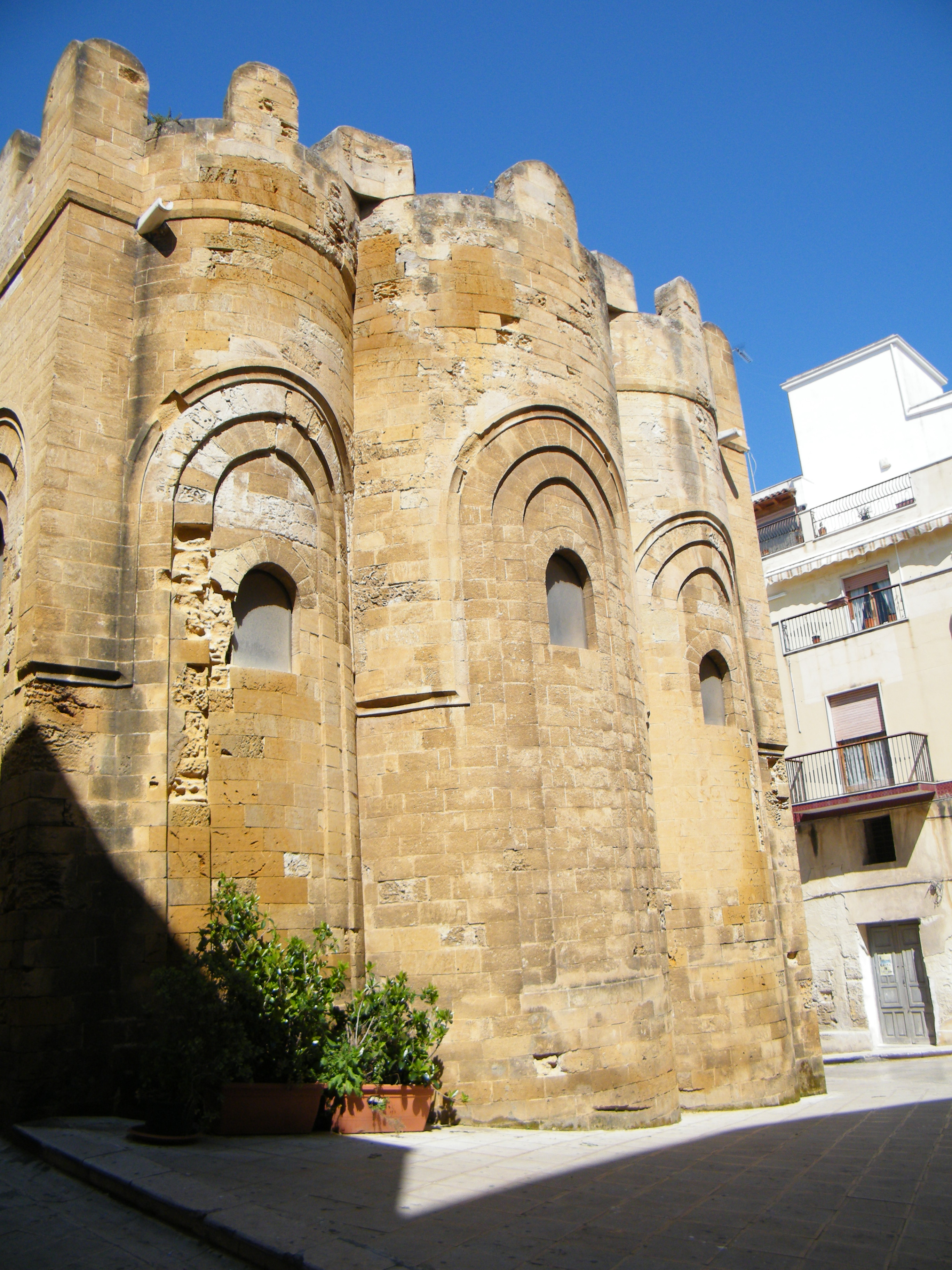
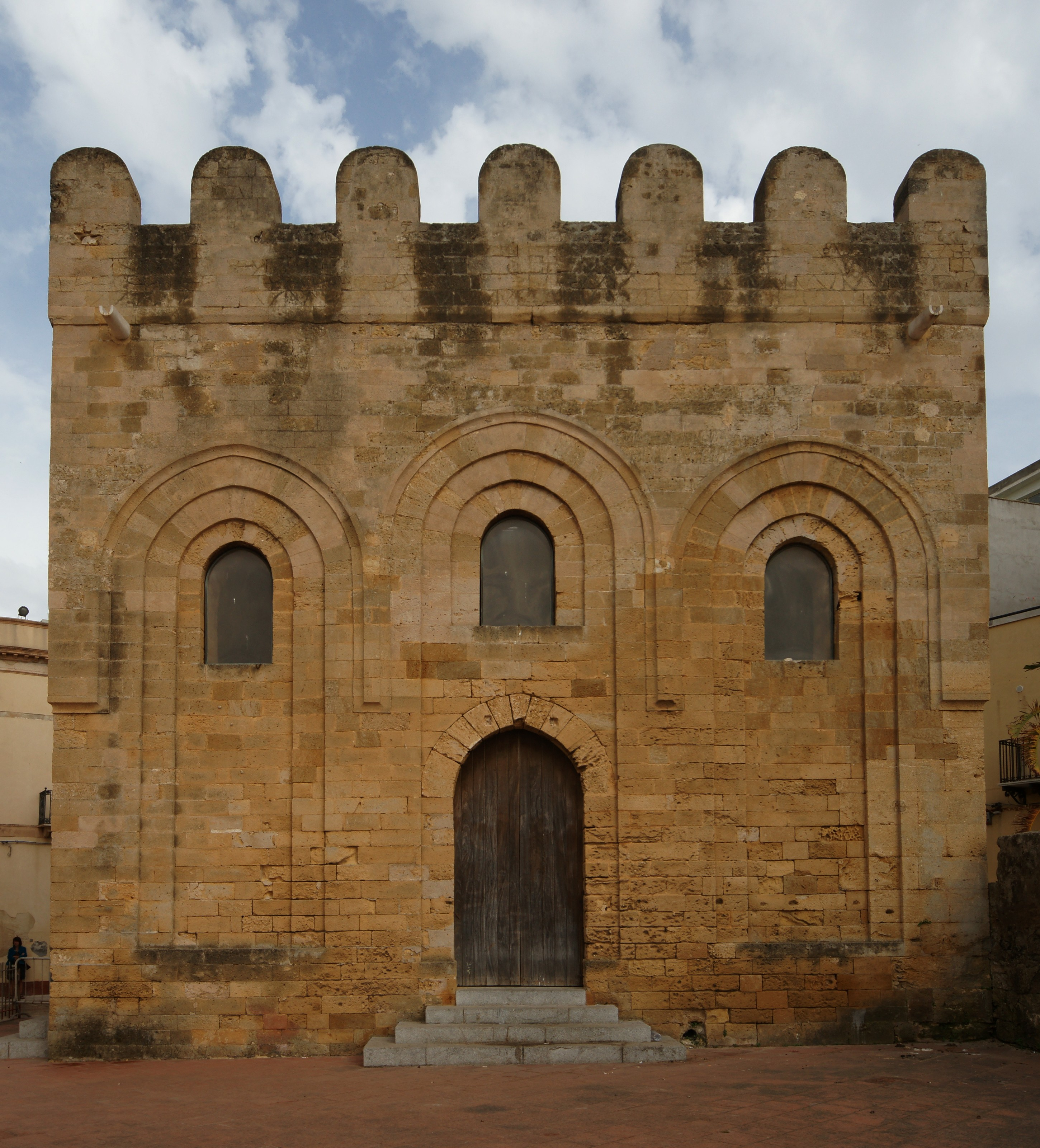